# Marsupidium plagiochiloides
Marsupidium plagiochiloides är en bladmossart som beskrevs av J.J.Engel et Glenny. Marsupidium plagiochiloides ingår i släktet Marsupidium och familjen Acrobolbaceae. Inga underarter finns listade i Catalogue of Life.